# Gripeborgen
Gripeborgen (kroatiska: Tvrđava Gripe är en befästning i Split i Kroatien. Den uppfördes under det venetianska styret på 1600-talet för att skydda staden från de vid tiden i sydöstra Europa framryckande osmanerna. Befästningen ligger strax öster om stadscentrumet och är uppkallad efter höjden Gripe på vilken den uppfördes. Idag hyser borgen Kroatiska sjöfartsmuseet i Split och statsarkivet

## Historik
Under den tidiga medeltiden rymdes Splits bofasta befolkning inom Diocletianus palatsets murar. I samband med befolkningstillväxt expanderade staden utanför det forna romerska palatsets murar och ett behov av nya försvarsverk uppkom. 
Den osmanska expansionen i sydöstra Europa under 1600-talet utgjorde ett hot för staden Split som vid tiden styrdes av republiken Venedig. Det angränsande Bosnien var sedan slutet av 1400-talet införlivat i Osmanska riket. Under det kretensiska kriget 1645-69 stod flera slag i Medelhavet mellan Venedig och Osmanska riket. Även det av venetianerna kontrollerade Dalmatien påverkades av konflikten och osmanernas regelbundna försök att inta Split ledde till uppförandet av borgen omkring 1600-talets hälft. Borgen kom att spela en avgörande roll i försvaret av staden och gav invånarna skydd vid den osmanska belägringen år 1657.